# Seznam nejvyšších vodopádů
Seznam nejvyšších vodopádů obsahuje vodopády vyšší než 710 m.
| Poř. | Vodopád                     | Výška [m] | Umístění                      | Stát                  |
| ---- | --------------------------- | --------- | ----------------------------- | --------------------- |
| 1    | Tugel Falls                 | 983       | KwaZulu-Natal                 | Jihoafrická republika |
| 2    | Salto Angel                 | 979       | Národní park Canaima, Bolívar | Venezuela             |
| 3    | Cataratas las Tres Hermanas | 914       | Ayacucho                      | Peru                  |
| 4    | Olo'upena                   | 900       | Molokai, Havaj                | USA                   |
| 5    | Catarata Yumbilla           | 896       | Amazonas                      | Peru                  |
| 6    | Vinnufossen                 | 865       | Møre a Romsdal                | Norsko                |
| 7    | Skorga                      | 864       | Møre a Romsdal                | Norsko                |
| 8    | Pu'uka'oku Falls            | 840       | Havaj                         | USA                   |
| 9    | James Bruce Falls           | 840       | Britská Kolumbie              | Kanada                |
| 10   | Browne Falls                | 836       | Jižní ostrov                  | Nový Zéland           |
| 11   | Kjerrskredfossen            | 830       | Sogn a Fjordane               | Norsko                |
| 12   | Waihilau Falls              | 792       | Havaj                         | USA                   |
| 13   | Colonial Creek Falls        | 783       | Washington                    | USA                   |
| 14   | Mongefossen                 | 773       | Møre a Romsdal                | Norsko                |
| 15   | Gocta                       | 771       | Amazonas                      | Peru                  |
| 16   | Balåifossen                 | 765       | Hordaland                     | Norsko                |
| 17   | Johannesburg Falls          | 751       | Washington                    | USA                   |
| 18   | Yosemitský vodopád          | 739       | Kalifornie                    | USA                   |
| 19   | Tjøtafossen                 | 738       | Sogn a Fjordane               | Norsko                |
| 20   | Cloudcap Falls              | 732       | Washington                    | USA                   |
| 21   | Cascades de Trou de Fer     | 725       | Cirque de Salazie, Réunion    | Francie               |
| 22   | Ølmåafossen                 | 720       | Møre a Romsdal                | Norsko                |
| 23   | Mana'wai'nui Falls          | 719       | Havaj                         | USA                   |
| 24   | Kjeragfossen                | 715       | Rogaland                      | Norsko                |
| 25   | Salto Yutajé                | 715       | Amazonas                      | Venezuela             |
| ..   | Kjelfossen                  | 705       | Sogn a Fjordane               | Norsko                |
| ..   | Ramnefjellfossen            | 585       | Sogn a Fjordane               | Norsko                |
| ..   | Strupen                     | 480       | Sogn a Fjordane               | Norsko                |
| ..   | Mutarazi Falls              | 479       | Manicaland                    | Zimbabwe              |